# Trebelno pri Palovčah
Trebelno pri Palovčah je naselje v Občini Kamnik.